# Местный поезд
Местный поезд — категория пассажирских поездов, по длине маршрута занимающих промежуточное место между пригородными поездами («электричками») и поездами дальнего следования. 
Категория определяется в зависимости от расстояния перевозки, в РФ до 2004 года местными считались поезда, идущие на расстояние свыше 150 километров, но менее 700 километров; с 2004 года эта категория поездов в системе Российских железных дорог отсутствует. На железных дорогах СССР местные поезда отличались от пригородных также тем, что в их состав включались спальные вагоны, а от поездов дальнего следования — тем, что ходили в пределах одной железной дороги.